# Żółcino
Żółcino [pronunciación en polaco: /ʐuu̯ˈt͡ɕinɔ/] (en alemán: Soltin) es un pueblo en el distrito administrativo de Gmina Kamień Pomorski, dentro del Distrito de Kamień, Voivodato de Pomerania Occidental, en el noroeste de Polonia. Se encuentra aproximadamente 2 kilómetros al noroeste de Kamień Pomorski y 65 kilómetros al norte de la capital regional, Szczecin.